# Stara Baška
Stara Baška [ˈbaːʃka] (deutsch veraltet: Altweschke, ital. Bescanuova) ist ein Ortsteil der Gemeinde Punat auf der kroatischen  Insel Krk und gehört zur Gespanschaft Primorje-Gorski kotar.

## Lage
Der kleine Ort liegt direkt an der Küste im äußersten Südosten der Insel an einem Küstenstreifen unterhalb einer Hochebene. Dieser ist genauso wie der weitere Südostteil relativ karg.
Direkt in etwa einen Kilometer vor der Küste liegt ein kleines Eiland nur etwa 10 m oberhalb des Wasserspiegels. Weiter westlich folgt die Insel Cres.

## Galerie

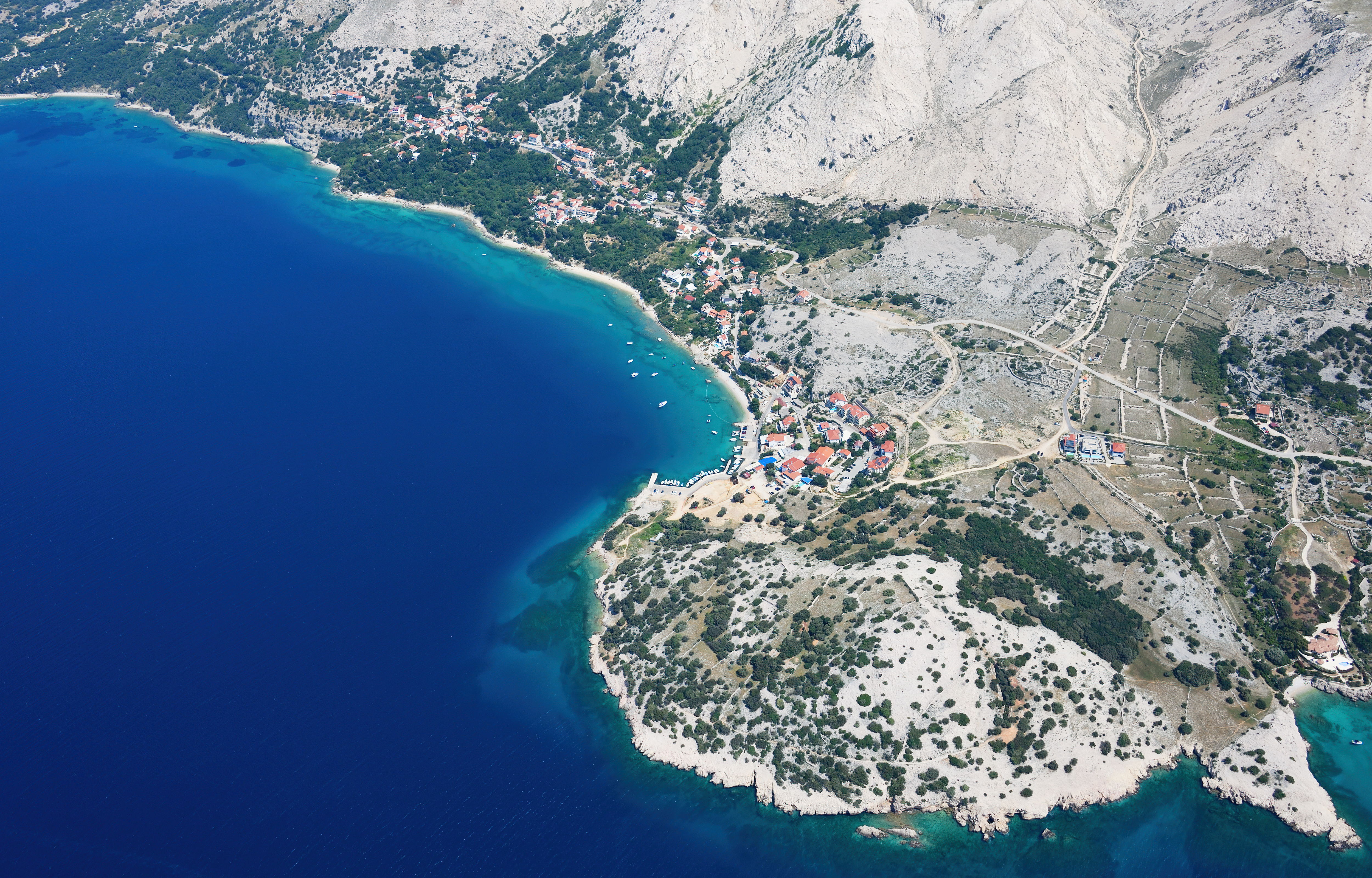
Luftbild